# 卡德雷特
卡德雷特，是西班牙阿拉贡自治区萨拉戈萨省的一个市镇。 总面积12平方公里，总人口1784人（2001年），人口密度149人/平方公里。